# Ikenfell
『Ikenfell』（アイケンフェル）は、カナダのインディーゲームスタジオHappy Ray Gamesが開発しHumble Gamesより2020年10月8日（日本時間では10月9日）に発売されたRPG。

## 概要
異変が起きている魔法学院アイケンフェルが物語の舞台で、行方不明の姉サフィーナを捜すために学院を訪れた主人公のマリットが仲間たちと敷地内を巡り、その中で学院に秘められた謎に迫っていく。
本作の開発は、ペーパーマリオシリーズとハリー・ポッターシリーズへの愛情が動機になっている。魔法学院を舞台としたのはレインボー・ローウェルの小説『Carry On』の影響もあり、魔法学院という限られた範囲にすれば個人開発の規模としてちょうどいいという思惑も働いている。また、本作のグラフィックはドット絵で描画されているが、これはゲームボーイアドバンス用ソフトのドット絵に対する愛情からくるもので、特に影響を受けたソフトとして『ポケットモンスター ルビー・サファイア』と『MOTHER3』を挙げている。
本作の中には、LGBTQのキャラクターが多く登場する。本作ゲームデザイナーのシェビー・レイ・ジョンストン自身もLGBTQで、協力を依頼した3人のライターもクィアであり、当事者だけではなく誰にでも居場所のある優しい世界を目指したとしている。
2016年6月24日から7月24日の期間にKickstarterでクラウドファンディングを実施し、2万5000カナダドルの目標に対して6万1787カナダドルの資金が集まった。

## システム

### 戦闘システム
戦闘シーンは、縦3マス×横12マスのフィールドで各キャラクターがターンごとに行動するという簡易的なストラテジーゲームの形式で行われる。味方キャラクターは後述のように最大6人になるが、戦闘に参加できるのは3人まで。画面上部には敵味方を含めた行動順が表示されている。
攻撃、回復、補助などの行動は、アイテムの使用を除き全て魔法で行う。効果が及ぶマスの範囲は魔法ごとに異なる。本作には一般のRPGのようなMPは無く何度でも魔法を使用できるが、一部の魔法は1度使用すると再使用までに数ターンの経過が必要などの制限がある。
魔法使用時のアニメーションに合わせてタイミングよくコントローラボタンを押すと「NICE!」または「GREAT!」、失敗すると「OOPS!」と表示される。「GREAT!」では威力が増加し、「OOPS!」では減少する。また、敵から攻撃を受ける際にも同様にタイミングを計り、「GREAT!」では威力が減少、「OOPS!」では増加する。なお、HPが0になる攻撃を受けた際に「GREAT!」を出すと1度だけHP1で踏みとどまることができる。

### その他のシステム
セーブは各所にいる猫に話しかけることで行う。また、この際に全員のHPが全回復するほか、移動中と戦闘中に表示される操作キャラクターの並べ替えを行うこともできる。
オプション設定の中には、前述の戦闘時のタイミングを自動的に「NICE!」または「GREAT!」にする機能や、戦闘を勝利扱いにして即終了させる機能、センシティブなシーンの直前に警告してシーンを飛ばすことができる機能などがある。

## 主な登場人物

### 操作キャラクター
マリット・ヒルデガルド（Maritte Hildegaard）
主人公。サフィーナの妹。
学院の生徒であるサフィーナが夏休みになっても家に帰って来ず連絡もないことを不審に思い、学院へ捜索に向かう。
生まれつき魔法が使えない「マホウレス（英：Ordinary = 普通の人）」であることに引け目を感じていたが、学院に向かう道中で突然炎の魔法を使えるようになる。物語中盤ではサフィーナが学院の異変に関与していたことを知ってショックを受け魔法を一旦放棄するが後に取り戻し、この際に右目の瞳の色が変化してオッドアイとなる。
ペトロネラ（Petronella）
サフィーナの同級生。周囲からは「ネル（Nel）」と呼ばれる。以前にサフィーナと行動を共にしていた。
学院の敷地外に出たところで学院の門が閉じられて寮に戻れなくなり、近くの宿「ストック亭（Stoc 'N' Barrol）」で途方に暮れていたが、マリットからサフィーナの捜索活動に誘われ同行することになる。
おどおどした態度をとり自分を卑下することもあるが、一方で錬金術を扱う技量に優れ、戦闘では錬金術で生成したポーション各種を用いる。
英語版のエンディングでは、ペトロネラを指す三人称として、性別を特定しない表現の「they」を用いている。
ルック（Rook）
サフィーナの同級生。以前にサフィーナと行動を共にしていた。
学院内のルックの自室前で出会ったマリットたちから、大魔法使いとして知られるアイバンがサフィーナを捜しているという話を聞いて興味を抱き、捜索活動に加わる。読書家で、戦闘では本や文具を得物として闇の魔法を発動させる。
サフィーナと恋仲だった時期があるが、仲間のペトロネラを差し置いて二人きりになろうとするサフィーナの姿勢に反発し、以降疎遠になっている。
初対面時のサフィーナからは新入り男子（new guy）と呼ばれ、英語版ではルックを指す三人称として「he（彼）」を用いているが、本人はノンバイナリーを自認している。
ペルティシア・アベデネゴ（Pertisia Abednego）
サフィーナの同級生。周囲からは「ペル（英：Perty）」と呼ばれる。また、サリア・スノウ（Salia Snow）の名前で舞台に上がりピアノ演奏を披露することもある。
サフィーナによって図書館の地下にある鏡の中に閉じ込められていたがマリットたちにより救出され、以降行動を共にする。戦闘では氷の魔法を得意とする。
以前にサフィーナと学院の地下を移動していた際に闇の魔物に襲われて顔に大きな傷を負い、後述のアイマに依頼して魔法で傷を隠している。
上記の出来事以降サフィーナに対して喧嘩腰となり、ペトロネラとルックとは仲間になった後も距離を置いている。一方、マリットには魔法を取り戻した場面で突然好意を示し始め、エンディングでは相思相愛となって共に旅に出る。
アイマ（Ima）
学院の7年生。成績がトップクラスであることから、1年生に歴史学を教える教員としても活動している。
絵筆で絵を描いて魔法を発動させる能力を持っているが、ある時に召喚した星型の精霊、通称「キラりん（英：Twinkle）」に飲み込まれてしまう。マリットたちによって救出された後にサフィーナの一件を聞き、真相究明に協力する。
サフィーナの失踪以前、サフィーナが自身の発明で1000年以上前の呪文書を見つけ、その知見をもとに学院長エルドラの秘密を暴こうとしていたことに強い懸念を抱いている。
アイマを指す三人称として、性別を特定しない表現の「彼人（かのと、英：ze）」を用いている。
ギルダ・ナタイ（Gilda Nhatai）
サフィーナの同級生。
サフィーナの才能と人気に激しく嫉妬し、その妹であるマリットにも張り合おうと何度も戦いを挑むが、アイマに諭されて考えを改め、学院の危機を救うべくマリットたちに協力する。
学院の授業では魔法を満足に扱えずサフィーナにからかわれることもあったが、ある時に突然雷の魔法を使えるようになり自信をつける。
マリットに対して初対面時に一目惚れし、その後も熱烈なラブコールを送り続けていたが、エンディングでは別の女性に心移りしたことが明かされる。

### その他のキャラクター
サフィーナ・ヒルデガルド（Safina Hildegaard）
マリットの姉。周囲からは「サフ（Saf）」と呼ばれる。以前はペトロネラとルックを引き連れて行動していた。
エルドラが何か大きな隠し事をしていると睨み、エルドラが大切に守る「サマーストーン（Summerstone）」を破壊するが、これをきっかけに学院内で様々な異変が起こり、自身は人前から姿を消す。
魔法の才に優れる一方で数多くの破天荒な行動をとり学院中で名前が知られている。自分を弱く見られたくないという理由からマホウレスであるマリットの存在を周囲に隠していたが、エンディングではそのことをマリットに謝罪する。
ザネ（Zhané）
アイケンフェルで店を開く魔女。
各所で見つかる魔法のジェムを渡すと、冒険に役立つアイテムと交換してもらうことができる。
ストック（Stoc）
「ストック亭」の主人。
サフィーナは常連客で、宿を訪れたマリットに対してサフィーナが考案した飲料「へスターの息（Hester's Breath）」を提供する。
シグバート（Sigbert）
学院の庭師。口数が少ない。
学院の異変により敷地の至る所でいばらが伸びて通路を塞いでいるため困惑している。
サディオ（Sadio Liora）
学院で錬金術を教える教員。
図書館の入り口を塞ぐ精霊グウェノラ（Gwenora）を撃退するための劇薬をマリットたちに渡す。
フルーア（Fleur）
帽子の行商人。マリットと出会った当初は「ブラックハット（Blackhat）」と名乗っている。
道端でサフィーナの帽子を拾い、それを返してほしいというマリットたちに対して、魔法で創り出した幻影とともに抵抗を見せる。
ラデガンド（Radegund）
学院で体術を教える教員。
エルドラから次期学院長に選ばれているが、エルドラが間もなく退任するだろうと見越して、自分の後継者にアイマを指名する。また、マリットたちと勝負を行い、その力を認めた後に、資料館を塞ぐ大壁を破壊する。
エルドラ（Baudovinia Aeldra）
学院長。 親しい人物からは「エル（英：Baud）」と呼ばれる。
学院の異変を受けて門を閉鎖し、学院の敷地内にある「まじないの塔（Spelltower）」の上層に籠る。自身がいる部屋の近くでは、拘束したサフィーナを魔法で眠りにつかせている。
1000年前、大切に育てていた苗木を狙う「暗黒のうねり（Dark Fold）」の襲撃を受け、サマーストーンの中に苗木ごと封じ込めるが、その際に多くの仲間が犠牲になった。サフィーナによりサマーストーンが破壊された後、1000年前のようになることを危惧し、生徒たちを死なせないという強い使命感に狩られて、自身の体の痛みを力に変換する「血の魔術（Blood Magic）」で苗木の封じ込めを図る。しかし、物語の終盤で魔術が暴走し、マリットたちに襲い掛かる。
イフィッグ（Ifig Everleigh）
学院で植物学を教える教員。
エルドラに寄り添う理解者で、1000年前の傷心を表に出さず学院を守ろうと必死になっている様子を心配している。
バックス・トワイフォード（Bax Twiford）
カヴン（日本語版では「魔法省」の意）に所属する人物。
エルドラからサフィーナの捜索依頼を受けて後述のアイバンとともに学院に派遣され、考えの行き違いからマリットたちと対決することもある。エルドラが暴走した際には、攻撃を受けて瀕死の重傷を負う。
アイバンの管理者という立場だが、その関係性を超えた感情を秘めている。
アイバン・オックスリー（Ibn Oxley）
カヴンに所属する人物。
最強の魔法使いとして名前が知られているが、普段は霊界の力に縛られており大した能力は発揮できない。
バックスが瀕死となった際に死んだと思い込んで自我を失い、霊界から力を引き出して異形の化け物へと姿を変えるが、その後、息を吹き返したバックスの説得と愛の告白によって正気を取り戻す。

## 評価
- Gayming Awards 2021 「Best LGBTQ Indie Game」ノミネート[3]
- SXSWゲーム賞2021 「Indie Game of the Year」ノミネート[4]
- 第32回GLAADメディア賞（英語版） 「Outstanding Video Game」ノミネート[5]
- Canadian Game Awards 2021 「Best Debut Indie Game」ノミネート[6]